# تركيبة

الصياغة أو التركيبة (بالإنجليزية: formulation)‏ هي عملية صناعية ترمي لتحضير منتوج متجانس وثابت لديه مواصفات نهائية محددة بعد مزج عدّة مواد.

## مبادئ عامة
تخص هذه العملية المنتجات الغذائية، مستحضرات التجميل، الدواء، العطور، الطلاء، اللدائن، مبيدات الحشرية ، المنظفات، المواد اللاصقة، المواد العازلة للصوت، الخرسانة والمتفجرات، الخ
تشمل الصياغة جميع المعارف والمهارات اللازمة لتطوير منتج تجاري وتعدّ الصياغة اليوم من أهم فروع علم الكيمياء .
تتكون الصياغة عادة من مادة فعالة واحدة أو أكثر، الحشو والمواد المضافة المختلفة (الملونات، العطور، المذيبات، الملدنات والمثبتات، الخ).
في المرحلة الأخيرة من الاستمثال(optimization)، يجوز استخدام تصميم التجارب الذي لا يتطلب سوى عدد قليل من التجارب وغالبا ما يكون استخدام برنامج جداول البيانات جداول ممتدة كافيا.
هناك ثلاث حالات ممكنة لعملية الصياغة:
-	تطوير صيغة موجودة : مثل تحسين نسبة السعر إلى الأداء، حذف أو التقليل من تركيز مادة سامة موجودة بالصيغة.
-	تطوير صيغة جديدة: و هو عمل بحث وتطوير قد يتطلب أشهرا عديدة كما أنه قد يلجأ الباحث لتغيير مواصفات المنتج النهائي بالتفاوض مع الزبون في حال وجود عقبات تقنية.
-	تكييف الصيغة: قد يستلزم تغيير الصيغة مثلا في حال تصنيع صيغة في فرع شركة أجنبية حيث يصعب استخدم إحدى المواد الخام لعدم توفرها أو السماح باستعمالها محلّيا مما .
وقد طوّر هذا القطاع - ذو قدرة تنافسية عالية - الأساليب ذات الصلة مثل الاستخبارات التكنولوجية  و خاصة الصياغة العكسية والتي هي أقرب إلى التجسس الصناعي .